# أروى القيروانية
أم موسى بنت منصور الحميرية، اسمها أروى وتكنى بأم موسى، هي زوجة الخليفة أبو جعفر المنصور العباسي ووالدة الخليفة المهدي.

## النشأة
ولدت أروى في القيروان سنة 735م ونشأت في قصر قريب من المسجد الجامع كان أبوها منصور الحميري من شرفاء القيروان مذكور بالبلاغة والشعر. أصله من قبيلة حمير اليمنية هاجر إلى القيروان سنة 110هـ/ 709م.

تزوجت في زواج أول من شريف من بني العباس وهو عبيدالله بن العباس، عاش معها إلى أن توفي وانجبت له طفلة ثم تزوجت ابن عمّه أبا جعفر المنصور الذي كان حينها لاجئاً بإفريقية في قصر والدها هرباً من ملاحقة الأمويين.

## الصداق القيرواني
انبهر أبو جعفر المنصور بجمال أروى وخطبها فاشترط عليه أبوها أن يكون الصداق على العرف القيرواني، وهو أن لا يتزوج عليها، ولا يتسرى، ولا يتخذ أم ولد ولا ينقلها إلا برضاها. فإن فعل ذلك بغير اذنها فهي طالق. أنجبت له ابنه الأول جعفر ثم انجبت الخليفة محمد المهدي العباسي سنة 127ه‍، وقد بقي المنصور على عهده ولم يتزوج بامراة أخرى أو يتخذ جارية له حتى وفاتها سنة 146هـ. 

ويقول ابن الأبار أن المنصور عُذّب بهذا الصداق إذ كتب إلى الفقهاء لكي يفتوه بالتزوج وابتياع السراري أو فسخ العقد القيرواني دون جدوى.

## الرحيل إلى بغداد
عند سقوط الدولة الأموية ارتحل أبو جعفر ومعه أروى وابنهما جعفر إلى بلاد الرافدين أين أسس العاصمة الجديدة بغداد.

ويذكر أن المنصور أقطع زوجته أم موسى بنت منصور الحميرية الضيعة المسمّاة بالرحبة فوقفتها قبل موتها على المولدات الإناث من دون الذكور، والمولدات هن الأميرات من بني العباس اللواتي لم يتزوجن أو اللواتي مات عليهن بعولتهن وتركهن أرامل، وفي غالب الوقت لم يكن للخلفاء المتولين عناية كافية بشؤونهن والقيام بنفقاتهن بالرغم من منزلتهن الرفيعة، فينتفعن بريع هذا الوقف.